# Gholam Hossein Mazloumi
Gholam Hossein Mazloumi   (Abadan, 13 de gener de 1950 - Teheran, 19 de novembre de 2014) fou un futbolista iranià de les dècades de 1960 i 1970 i entrenador de futbol.
Fou internacional amb la selecció de futbol de l'Iran. Pel que fa als clubs destacà a Taj i Shahbaz.